# زغالک کدوئیان
زغالک کدوئیان (نام علمی: Colletotrichum orbiculare) نام یک گونه از subdivision قارچ‌های فنجانی است.